# Huaca del Sol

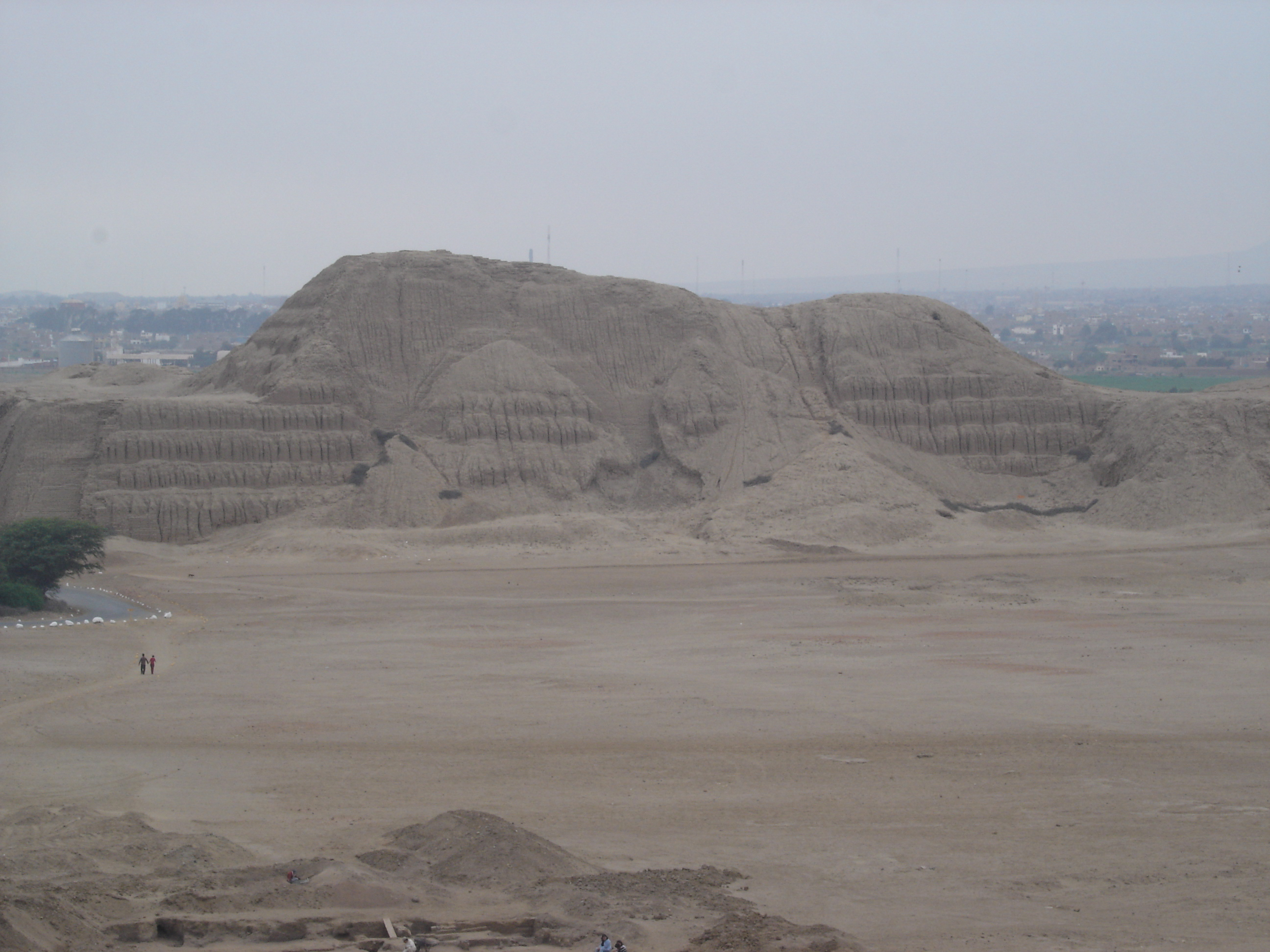
"Huaca del Sol" von der Huaca de la Luna aus fotografiert

Die Huaca del Sol (Tempel der Sonne, auch Sonnenpyramide genannt) ist eine Pyramide, die im Moche-Tal in der Nähe von Trujillo in Nord-Peru von den Moche erbaut wurde. Die Anlage war ursprünglich 340 m × 220 m groß und 41 m hoch und befindet sich auf einer 18 m hohen Stufenterrasse. Sie ist das größte massive Bauwerk des kontinentalen Amerika. Zum Bau des siebenstufigen Gebäudes wurden etwa 140 Millionen Adobe-Ziegel benötigt.
Die Spanier hatten nach Goldfunden einen Großteil des Gebäudes auf der Suche nach weiterem Gold zerstört, unter anderem durch das Umleiten des Flusses.
Gegenüber der Sonnenpyramide liegt die Huaca de la Luna, die Mondpyramide.